# ミルナシプラン
ミルナシプラン（英:Milnacipran）は、セロトニン・ノルアドレナリン再取り込み阻害薬(SNRI)と呼ばれる抗うつ薬の1つである。日本で2000年に商品名トレドミンとして販売されている。後発医薬品も出ている。日本での適応は「うつ病・うつ状態」である。薬事法における劇薬である。

## 開発と販売
トレドミンは、フランスのピエール・ファーブル・メディカメン社で開発された。
トレドミンの医薬品インタビューフォームによれば、名称は「Tolerance is dominant」（忍容性が優れている）から命名された。

## 作用機序
脳に直接作用し、脳内のセロトニンとノルアドレナリンの再取り込み（吸収）を阻害する。これにより、脳内のセロトニン・ノルアドレナリンの濃度が上昇し、うつ状態が軽減される仕組みである。セロトニンは落ち込みを改善させ、ノルアドレナリンはやる気を改善させると考えられている。
通常、1日投与量25mg程度からはじめ、100mgまで漸増し、数週間から数ヶ月使用する。ただし、投与量は年齢・症状に応じて適宜増減する。

## 副作用
- 口の渇き
- 吐き気[2]
- 便秘
- 眠気
- 前立腺の腫れにより尿の出が悪くなる（排尿障害、尿閉）
- 血圧上昇、頻脈、立ちくらみ
- 発疹、発赤、かゆみ
- 嘔吐
- 嚥下障害
- 前立腺の痛み

まれに重い副作用として、セロトニン症候群や悪性症候群、痙攣と言った症状を起こすことがある。

## 慎重投与
- 排尿困難のある患者[1]
- 心疾患の患者
- 肝障害の患者
- 高血圧症の患者
- 緑内障または眼内圧亢進のある患者
- てんかんの既往歴のある患者
- 躁うつ病の患者
- 自殺念慮のある患者
- 統合失調症の要素のある患者
- 小児等
- 高齢者

## 後発医薬品とその薬価
剤型としては12.5mg錠、15mg錠、25mg錠、50mg錠の4種が存在する。また、他の製薬会社から、多数の後発医薬品が発売されている。
日本国内で販売されているPTPシートの例
- 「トレドミン錠12.5mg」前面
- 「トレドミン錠25」前面